# 球魂 〜やる気・元気・その木の根っこ〜/?cm
「球魂 〜やる気・元気・その木の根っこ〜/?cm」（きゅうこん・やるき・げんき・そのきのねっこ/センチメートル）は、日本の歌手・misonoの12作目のシングル。

## 概要
- 前作「家族の日/アブラゼミ♀（大阪バージョン）-ピアノ・バージョン-」から4か月ぶりにして、前作同様の両A面シングル。
- 当初は同年2月18日に「天秤/球魂」の両A面シングルとして発売される予定だったが、諸事情で変更となり現在の形となった。なお、「天秤」は後発の「It's all Love!」に「天秤 〜強がりな私×弱がりな君〜」として収録されている[1]。
- 表題1曲目は石黒英雄主演の映画『激情版 エリートヤンキー三郎』の主題歌に起用された[2][3]。初めて映画のタイアップを手掛けた。
- 表題2曲目はフジテレビ系列『魁!音楽番付 ～Jet～』のオープニングテーマに起用された。
- ジャケットの異なるCD+DVD規格とCD規格の2形態で発売され、DVDには表題1曲目と「天秤 〜強がりな私×弱がりな君〜」のビデオクリップが収録された。

## 収録曲
| 全作曲: misono、全編曲: 久保田光太郎。 |                                                          |           |            |      |
| #                                      | タイトル                                                 | 作詞      | 作曲・編曲 | 時間 |
| 1.                                     | 「球魂 〜やる気・元気・その木の根っこ〜」                | misono    | misono     | 3:56 |
| 2.                                     | 「?cm」                                                  | misono    | misono     | 3:56 |
| 3.                                     | 「球魂 〜やる気・元気・その木の根っこ〜 [instrumental]」 |           | misono     | 3:57 |
| 4.                                     | 「?cm [instrumental]」                                   |           | misono     | 3:54 |
| 合計時間:                              | 合計時間:                                                | 合計時間: | 15:43      |      |

### 解説
1. 球魂 〜やる気・元気・その木の根っこ〜
映画『激情版 エリートヤンキー三郎』のために書き下ろされた楽曲。タイトルは球根と入魂を掛けた造語。misonoはこの楽曲のタイトルや歌詞について「球根のように誰もがそれぞれ命を育てていて人生という名の花を咲かせるけど、皆は表面上の見えてる木や花にしか目がいかない。それを支えている友達や家族といった土の中の沢山の根っこが大切だと思うし、そんな球根に魂を入れて愛情を注いで育ってほしいという意味を込めた。」と語っている[2][3]。
2. ?cm
3. 球魂 〜やる気・元気・その木の根っこ〜 [instrumental]
表題1曲目のインストゥルメンタルバージョン。
4. ?cm [instrumental]
表題2曲目のインストゥルメンタルバージョン。

## 参加ミュージシャン
- misono：Vocal (#1,2)

support musician
- 久保田光太郎：Guitar (全曲)、Chorus (#1,2)
- 松田"FIRE"卓己：Bass (全曲)、Chorus (#1,2)
- 矢野博康：Drums (全曲)

## タイアップ
- 東映配給映画『激情版 エリートヤンキー三郎』主題歌 (#1)
- フジテレビ系列音楽バラエティ番組『魁!音楽番付 ～Jet～』オープニングテーマ (#2)

## 収録アルバム
- Me (#1,2 misonoと二人三脚!パートナー Ver.)